# Contributions from the Texas Research Foundation, Botanical Studies
Contributions from the Texas Research Foundation, Botanical Studies, (abreujat Contr. Texas Res. Found., Bot. Stud.), és una revista científica amb il·lustracions i descripcions botàniques que és publicada als Estats Units des de l'any 1951.